# Intoxicated Man
Albums de Mick Harvey
Pink Elephants
(1997)
Intoxicated Man est le premier album solo du musicien australien Mick Harvey. Il s'agit d'un album de reprises de Serge Gainsbourg en anglais. Anita Lane chante avec Mick Harvey sur les première, deuxième, septième, huitième et douzième pistes.

## Titres
1. 69 Erotic Year (69 Année érotique)
2. Harley Davidson
3. Intoxicated Man
4. The Sun Directly Overhead (Sous le soleil exactement)
5. Sex Shop
6. The Barrel of My 45 (Quand mon 6,35 me fait les yeux doux)
7. Ford Mustang
8. Overseas Telegram
9. New York, USA
10. Bonnie & Clyde
11. Chatterton
12. The Song of Slurs (La chanson de Slogan)
13. Jazz in the Ravine (Du jazz dans le ravin)
14. I Have Come to Tell You I'm Going (Je suis venu te dire que je m'en vais)
15. Lemon Incest
16. Initials B.B.